# Faraoui & de Mazières
Faraoui & de Mazières war ein Anfang der 1960er Jahre von den marokkanischen Architekten Abdeslem Faraoui (* 15. Dezember 1928 in Fès oder Kénitra, Französisch-Marokko; gestorben 2004) und Patrice de Mazières (* 30. August 1930 in Rabat; gestorben am 8. oder 9. Juni 2020 ebenda) gegründetes Architekturbüro.

## Leben
Faraoui wurde in Fès oder Kénitra geboren und wuchs in Fès auf. Er studierte an der École Speciale d’Architecture in Paris, die er 1956 abschloss. 1959–60 arbeitete er im Bauministerium in Rabat in hoher Position.

De Mazières wurde in Rabat geboren. Er studierte ebenfalls an der École Speciale d’Architecture in Paris, die er auch 1956 abschloss. Nach Aufenthalten in Paris und Algerien ging er 1960 zurück nach Marokko. 2020 starb er nach langer Krankheit in seiner Heimatstadt Rabat.

Hotel Les Gorges du Dadès in Boumalne Dadès von 1970–71 (Ansicht 2019)

1960 oder 1961 gründeten Faraoui und de Mezières ein gemeinsames Architekturbüro in Rabat. 1971 eröffneten sie ein Büro in Casablanca.

## Architektur

Postsortierzentrum in Casablanca von 1979 (Ansicht 2019)

Anfangs noch stark in der Tradition der französischen Nachkriegsarchitektur arbeitend, entwickelten Faraoui und de Mazières ab Mitte der 1960er Jahre eine Architektursprache, die versucht die traditionelle maghrebinische Kultur mit den Anforderungen der Moderne zu versöhnen. Besonders im Tourismusbereich verwirklichten sie ihre bedeutendsten Werke. Ihre Architektur greift die Ästhetik des traditionellen Lehmbaus auf in ihrer verschachteltem Aufbau und der Gestaltung der Oberflächen. Baumaterialien und Anspruch sind jedoch modern, Beton wird teilweise auch ästhetisch eingesetzt. Bei ihren Gebäuden kollaborierten die beiden Architekten oft mit marokkanischen Künstlern der Moderne, die Werke schufen, die oft einen untrennbareren Teil der architektonischen Gestaltung bildeten. Dabei handelte es sich meistens um Künstler der Casablanca Art School wie Mohamed Melehi oder Mohamed Chabâa.

## Werke (Auswahl)

Medizinische Fakultät in Rabat von 1962 (Ansicht 2019)

- 1961–62: Gebäude D (Immeuble D) in Agadir[6]
- 1962: Gebäude der medizinischen Fakultät in Rabat[7]
- 1962: Moscheekomplex in Youssoufia[2]
- 1963: Verwaltungsgebäude in Tanger[2]
- 1964: Mietshäuser in Agadir[2][8]
- 1964: Kindergarten in Rabat[2]
- 1964–65: Feriensiedlung Club Méditerranée in Malabata, Tanger[9]
- 1965: Verwaltungsgebäude in Mohammedia[2]
- 1965: Wohnhaus in Rabat[2]
- 1965: Verwaltungsgebäude in Safi[2]
- 1967: Hotel des Almoravides in Marrakesch[9]
- 1967–68: Bezirkskrankenhaus in Ksar es-Souk (Marokko)[2]
- 1969: Feriensiedlung bei M’Diq[9]
- 1970er Jahre: Wohngebäude in Rabat[10]
- 1970–71 oder 1973–74: Hotel Les Gorges du Dadès in Boumalne Dadès[9][5]
- 1971: Hotel Les Roses du Dadès in El-Kelâa M’Gouna[9]
- 1971–72: Hotel de Taliouine in Taliouine[5][9]
- 1972: Feriensiedlung in Azzemour (Marokko)[11]
- 1972 oder 1974: Hotel Ibn Toumart in Taliouine[12][9]
- um 1975: Hotel Tarik, Tanger[5]
- 1976: Großhandelsmarkt in Casablanca[13]
- 1976: Zentrum für Familienplanung in Rabat[2]
- 1978: Studierendenwohnheim der Universität Rabat[1][2]
- 1979: Postsortierzentrum in Casablanca[14][15][1][2]
- Gebäude des Innenministeriums in Rabat[1]
- Gebäude des Ministeriums für Post und Telekommunikation in Rabat[1]
- Gebäude des Ministeriums für Tourismus in Rabat[1]
- Gebäude der Nationalbank für wirtschaftliche Entwicklung in Rabat[1]
- Bürogebäude der Nationalen Eisenbahn (Office National des Chemins de Fer) in Rabat[1]
- Gebäude der Caisse de dépôt et de gestion in Rabat (mit Jean-François Zevaco)[1]
- Gebäude des Internationalen Zentrums der Universität in Asilah[1]